# La tonsura
La tonsura (1970) è un romanzo dello scrittore cecoslovacco Bohumil Hrabal. Dal romanzo è stato tratto un film, Postřižiny nel 1980.

## Origine
Lo stimolo iniziale che mosse Hrabal fu probabilmente la morte della madre, avvenuta nel 1970. Con lei se ne andava una parte di quel mondo - racchiuso nel "Ciclo di Nymburk" - di cui l'autore tenta di "salvare una beltà ormai inghiottita dal tempo impietoso". Oltre all'affettuoso ritratto della madre, Hrabal è qui alle prese con uno dei suoi temi preferiti: l'implacabile impulso della modernità che, con la distruzione del passato, inocula in un presente all'apparenza tranquillo, i germi delle nuove tecnologie, che cambiano la vita di tutti. La radio, le lampade elettriche, le auto che sostituiscono i calessi. Tutto si accorcia: le distanze, le gonne e i capelli della protagonista.

## Struttura
La voce narrante è quella della madre, rappresentata nei suoi primi anni di matrimonio come una bellissima giovane donna, dai lunghi capelli biondi, che corre in bicicletta per le strade e le piazze della piccola città sull'Elba. È un monologo che l'autore giustifica così: "Il desiderio mi permette di trasformarmi in giovane donna e, con la torcia dell'immaginazione, di farmi luce nel passato, per renderne presente un certo segmento".

## Trama
Ambientato nella prima metà del Novecento, nella piccola città di Nymburk, narra le vicende della madre e dello zio Pepin, nella fabbrica di birra, amministrata dal patrigno. "Su un orizzonte grottesco vedo altri orizzonti di minuscole provocazioni e di scandali in miniatura". Maryska, "non è una moglie decente", ma una donna selvaggia e indomabile, i cui lunghi capelli di sole sono la gloria della città, dispiegandosi come una bandiera di libertà dietro di lei, quando pedala in bicicletta. Suo marito Francin non è in grado di domarla come vorrebbe, ma l'ama senza compromessi. Francin che gestisce la birreria per conto dei notabili del paese, aspira soprattutto ad essere 'decente', ma viene continuamente distratto dalle intemperanze della moglie e del fratello Pepin, il quale, capitatogli in casa per qualche giorno, si fermerà per sempre. Maryska certamente non si controlla e solo un incidente che la costringe a letto dà un po' di sollievo alla famiglia: "Adesso Francin mi aveva così come desiderava avermi, una donna per bene che sta seduta a casa, una donna della quale sapeva dov'era, dove sarebbe stata il giorno dopo, dove avrebbe desiderato averla sempre, non molto malata, ma quanto basta , una moglie che avrebbe raggiunto zoppicando il fornello, una sedia, il tavolo, ma soprattutto una moglie che fosse un peso, perché il massimo della vita coniugale di Francin lo vedeva nel fatto che io gli ero riconoscente, che al mattino mi preparava la colazione, a mezzogiorno scende al ristorante a prendere il pranzo, ma soprattutto per mostrarmi quanto mi vuole bene, con quanta gioia può prendersi cura di me, e che in qualche modo così come lui si occupa di me anch'io avrei dovuto occuparmi di lui, era questo il sogno di Francin, che una volta all'anno mi prendesse il mal di gola e l'influenza, che di tanto in tanto avessi una polmonite". Ma l'ondata del cambiamento non si arresta mai. Neppure dopo che il cane impazzisce perché lei gli ha accorciato la coda con l'accetta e Francin è costretto ad abbatterlo. Lo spirito dei tempi deve avere il sopravvento. Anche sulla pietà per il povero botolo. Maryska si accorcia la gonna e sarà la prima donna del villaggio a mostrare le ginocchia, facendo sbandare i motociclisti e voltare tutta la città: le donne per rabbia, gli uomini per voluttà. Infine, tagliandosi i capelli, alla maschietta come Joséphine Baker, seguendo lo stile dell'epoca nascente, si prende una sonora battuta dal marito che - dopo averla bastonata con la pompa della bici - la riporta in casa e le annuncia: "Va bene ragazza mia, cominciamo una nuova vita".

## Personaggi principali
Maryska, la voce narrante: una giovane moglie bella e selvaggia che tiene incatenato il marito, senza farsi sottomettere. Un archetipo moderno della virago slava, che non conosce freno e domina sul mondo maschile, meschino e aggiogato agli obblighi sociali. Che non condivide e di cui non si sente parte.
Francin, il marito che - innamorato senza compromessi - è costretto ad accettare tutte le sue intemperanze, abbassando la testa di fronte alla pazza vitalità di Maryska. Intimamente convinto della necessità e dalla preziosità delle violenze che subisce, ciononostante desideroso di cambiarla: "E quando ero in convalescenza e avevo cominciato a camminare, quando cominciavo di nuovo a ridere di cuore e di nuovo la donna non-perbene era tornata a vincere dentro di me, Francin di nuovo si richiudeva in sé stesso e di nuovo sognava che ero paralitica e lui mi spingeva sulla sedia a rotelle, che la sera mi leggeva qualche articolo di Narodni politika, o qualche romanzo, per cercare così di superare quel suo complesso causatogli dalla mia rapace salute che amava il caso e l'imprevisto e l'incontro fortuito, mentre Francin amava l'ordine e la regolarità, la ripetitività gli mostrava la via giusta, tutto ciò che fosse possibile prevedere e predisporre, tutto ciò rappresentava per Francin la vita, il mondo in cui credeva e senza il quale non riusciva a vivere".
Pepin, il fratello di Francin. Parla a voce alta, racconta storie incredibili dell'esercito, della guerra e di un tempo passato, che sembra uscito dalle fiabe. Pepin è lo zio che fu la “musa” dell'autore e la fonte di ispirazione per i suoi celebri “stramparloni”. Viene citato spesso in altri racconti ed è lui stesso fonte di infiniti aneddoti.

## Citazioni
- “Ogni mese Francin andava a Praga in motocicletta, ma ogni volta gli si rompeva qualcosa che doveva poi riparare. Ritornava però raggiante, bello, e io dovevo ascoltare fino nei particolari tutto quello che aveva dovuto fare per trasformare di nuovo quell'Orion, che non ne voleva sapere di muoversi, in una motocicletta ch riusciva sempre ad arrivare.[2]”
- “All'angolo della malteria c'era sempre una tale corrente d'aria, un tale vento, che ero costretta a procedere quasi chinata in avanti, oppure a voltarmi e a sdraiarmi in quella bufera come in una sedia a dondolo.[2]”
- "E ogni volta era fuori di sé dalla gioia, nessuno riusciva mai a occuparsi di una persona come riusciva a farlo Francin, era la sua religione, il cielo in terra, quando poteva avvolgermi dentro lenzuola immerse nell'acqua fredda, quando col lenzuolo mi ruotava attorno come se avesse voluto imbalsamarmi viva, poi però mi prendeva in braccio e mi adagiava sul letto come le bambine adagiano una bambola. E ogni ora faceva una corsa dall'ufficio per misurarmi la temperatura, ogni due ore mi cambiava gli impacchi, e di sicuro tra sé pregava, non dico che lo desiderasse ma, se il Destino non aveva deciso diversamente, che allora non mi alzassi più, che diventassi quel suo pargoletto che aveva tanto bisogno di lui come lui aveva bisogno di me"[2].

## Significato letterario
Lo spirito pagano, cui è legato anche il titolo del libro "La tonsura" viene prima ed è più grande della convivenza borghese, Maryska ci riporta al tempo quando "la gente credeva nella forza del sangue e delle salive". Un esempio di questo è la scena dopo la macellazione del maiale: Maryska insegue il macellaio e il medico Gruntorád e i tre, in preda a un "fou rire" cercano vicendevolmente di spalmare la carne sanguinolenta sulla faccia dell'altro. Si tratta di un ritorno a quel dispositivo per cui, gli aspetti cerimoniali della vita quotidiana, come l'uccisione del maiale, diventano in realtà una specie di rituale pagano. Gli stessi toni cerimoniali sono messi in scena da Maryska e Francin. Il loro rituale di scoperta dei regali non è solo un gioco erotico, ma trasforma un momento normale in un evento unico nel suo genere. Pagine struggenti ma anche scherzose, spesso umoristiche, proprio perché Maryska sa benissimo di ammaliare lui come "il pitone tigrato quando fissa un fringuello smarrito". Il gioco procede teso e scoppiettante attraverso varie vicende fino a quella conclusione che segna anche la fine di un'epoca: con le prime radio, in città arriva il charleston e la gonna corta.

## Storia della pubblicazione e fortuna
Dopo il 1968, le autorità comuniste proibirono a Hrabal di pubblicare. Fino al 1975 furono stampati solo opuscoli clandestini che passavano di mano in mano a rischio della libertà dei lettori e degli autori: i famosi Samizdat. In questo formato vide la luce "La Tonsura", nel '74, quattro anni dopo essere stato scritto e tenuto nel cassetto. Finalmente, nel '76 il libro fu pubblicato. Le prime 20 000 copie andarono a ruba e tutte le successive edizioni furono vendute immediatamente. La pubblicazione non fu priva di polemiche: Hrabal aveva dovuto sottostare ad una specie di "auto da fe'" che non gli fu mai perdonato dall'ala più intransigente dei suoi ammiratori. Quando il settimanale Tvorba riportò la notizia sconcertante che Hrabal aveva fatto una pubblica dichiarazione a sostegno del governo, sia pure per ottenere la possibilità di pubblicare i suoi libri, vi fu una vera sollevazione da parte di molti intellettuali dissidenti. In questo modo però, gli fu concesso di pubblicare diversi scritti che circolavano da tempo in forma clandestina: tra il 1976 e il 1979, lo scrittore poté finalmente dare alle stampe la prima trilogia di memorie: La tonsura, Krasosmutnení e Harlekynovy miliony.

## Adattamenti cinematografici
La tonsura (film)- di Jiří Menzel, Cecoslovacchia, 1980, b/n, 98' Attori - Magda Vásáryová, Jiří Schmitzer e Jaromír Hanzlík- Soggetto: dal libro omonimo di Bohumil Hrabal. - "Con La tonsura Hrabal volle presentare un quadro autobiografico intriso di femminile e di sana, scoppiettante paganità: quella rappresentata nel film è la sua famiglia, Marie/Maryška è sua madre, Pepin è lo zio che fu sua “musa” e fonte di ispirazione a più riprese per i suoi celebri “stramparloni”. È il film che segna il ritorno sulle scene ufficiali della coppia Hrabal-Menzel dopo alcuni anni di interruzione forzata".